# Roger Vadim
Roger Vadim, all'anagrafe Roger Vadim Plemiannikov (Parigi, 26 gennaio 1928 – Parigi, 11 febbraio 2000), è stato un regista, sceneggiatore, attore e produttore cinematografico francese.

## Biografia
Roger Vadim Plemiannikov nacque a Parigi. Suo padre, Igor' Nikolaevič Plemjannikov (И́горь Никола́евич Племя́нников), un ufficiale russo bianco e pianista, emigrò dall'Ucraina, divenne un cittadino naturalizzato francese e fu vice console della Francia in Egitto di base ad Alessandria. Sua madre, Marie-Antoinette (Ardilouze) era una scrittrice e saggista francese.
Vadim visse la sua giovinezza seguendo la carriera diplomatica del padre in Nordafrica ed in Medio Oriente. La morte di suo padre, quando Vadim aveva 9 anni, obbligò la famiglia a ritornare in Francia dove sua madre iniziò a gestire un ostello nelle Alpi francesi che funzionava come rifugio per gli ebrei e per altri fuggitivi che scappavano dal nazismo.
Vadim diventò attore a 16 anni. Nel 1947 fu assunto come assistente scrittore del regista Marc Allégret. Nel suo primo film da regista, Piace a troppi (E Dio creò la donna, 1956), lanciò la moglie Brigitte Bardot.
Vadim morì a 72 anni, a causa di un linfoma, ed è sepolto nel cimitero di Saint-Tropez.

### Vita privata
Roger Vadim si sposò per cinque volte ed ebbe quattro figli. Nel 1952 sposò l'attrice Brigitte Bardot, da cui divorziò nel 1957.
Nel 1958, sei mesi dopo il divorzio, sposò l'attrice Annette Strøyberg, da cui ebbe una figlia, Nathalie (1957); il loro matrimonio finì nel 1962 con il divorzio. Nel 1961 instaurò una relazione con l'attrice Catherine Deneuve che durò due anni e da cui nacque un figlio, Christian (1963).

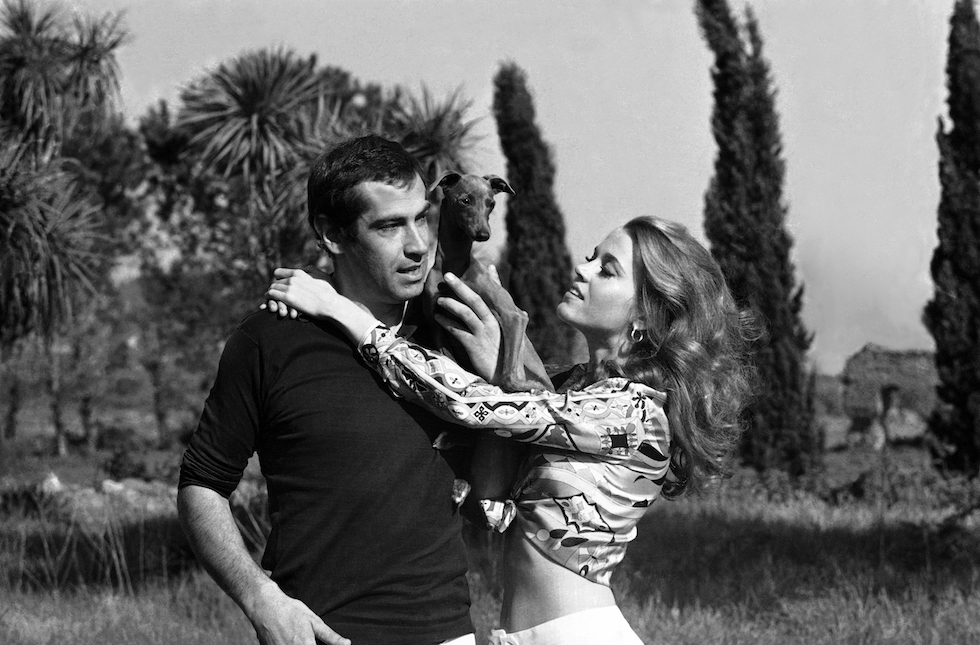
Vadim e la sua terza moglie Jane Fonda a Roma nel 1967, durante il periodo di riprese di Barbarella da lui diretto e da lei interpretato.

Nel 1965 sposò la terza moglie, l'attrice Jane Fonda, da cui ebbe una figlia, Vanessa (1968); il loro matrimonio fu abbastanza turbolento a causa delle infedeltà di lui e per questo la coppia divorziò nel 1973. Nel 1975 sposò l'attrice Catherine Schneider, da cui ebbe un figlio, Vania (1974). Divorziarono due anni dopo.
Dal 1980 al 1986 ebbe una relazione con la sceneggiatrice Ann Biderman. Nel 1987 iniziò una relazione con l'attrice Marie-Christine Barrault, che sposò nel 1990 e con cui rimase fino alla morte.
Sulle relazioni con la Bardot, la Deneuve e la Fonda, scrisse nel 1986 un libro dal titolo Bardot Deneuve Fonda: tre donne, tre incontri, tre amori.

## Filmografia

### Regista

#### Cinema
- Piace a troppi (Et Dieu... créa la femme) (1956)
- Un colpo da due miliardi (Sait-on jamais...) (1957)
- Gli amanti del chiaro di luna (Les bijoutiers du clair de lune) (1958)
- Le relazioni pericolose (Les liaisons dangereuses) (1959)
- Il sangue e la rosa (Et mourir de plaisir) (1960)
- A briglia sciolta (La bride sur le cou) (1961)
- Orgoglio (L'orgueil), episodio del film I sette peccati capitali (Les sept péchés capitaux) (1962)
- Il riposo del guerriero (Le repos du guerrier) (1962)
- Il vizio e la virtù (Le vice et la vertu) (1963)
- Il castello in Svezia (Un château en Suède) (1963)
- Il piacere e l'amore (La ronde) (1964)
- La calda preda (La curée) (1966)
- Metzengerstein, episodio del film Tre passi nel delirio (Histoires extraordinaires) (1968)
- Barbarella (1968)
- ...E dopo le uccido (Pretty Maids All in a Row) (1971)
- Un corpo da possedere (Hellé) (1972)
- Una donna come me (Don Juan ou Si Don Juan était une femme...) (1973)
- Una vita bruciata (La jeune fille assassinée) (1974)
- Una femmina infedele (Une femme fidèle) (1976)
- Night Games (1980)
- The Hot Touch (1981)
- 1960, terza liceo... e fu tempo di rock and roll (Surprise Party) (1983)
- E Dio creò la donna (And God Created Woman) (1988)

#### Televisione
- Bonheur, impair et passe - film TV (1977)
- Nel regno delle fiabe (Faerie Tale Theatre) - serie TV, 3x06 (1984)
- I viaggiatori delle tenebre (The Hitchhiker) - serie TV, 3x08 (1986)
- Safari - film TV (1991)
- Amour fou - film TV (1993)
- La nouvelle tribu - serie TV (1996)
- Mon père avait raison - film TV (1996)
- Un coup de baguette magique - film TV (1997)

### Sceneggiatore

#### Cinema
- Maria Chapdelaine, regia di Marc Allégret (1950)
- Blackmailed, regia di Marc Allégret (1951)
- L'amante di Paride, regia di Marc Allégret ed Edgar G. Ulmer (1954)
- Ragazze folli (Futures vedettes), regia di Marc Allégret (1955)
- Mademoiselle Pigalle (Cette sacrée gamine), regia di Michel Boisrond (1956)
- Miss spogliarello (En effeuillant la marguerite), regia di Marc Allégret (1956)
- Piace a troppi (Et Dieu... créa la femme), regia di Roger Vadim (1956)
- Un colpo da due miliardi (Sait-on jamais...), regia di Roger Vadim (1957)
- Gli amanti del chiaro di luna (Les bijoutiers du clair de lune), regia di Roger Vadim (1958)
- Fatti bella e taci (Sois belle et tais-toi), regia di Marc Allégret (1958)
- Le relazioni pericolose (Les liaisons dangereuses), regia di Roger Vadim (1959)
- Il sangue e la rosa (Et mourir de plaisir), regia di Roger Vadim (1960)
- A briglia sciolta (La bride sur le cou), regia di Roger Vadim (1961)
- I caldi amori (Et satan conduit le bal), regia di Grisha Dabat (1962)
- Sophie, regia di Marc Allégret, episodio del film Le parigine (Les parisiennes) (1962)
- Il riposo del guerriero (Le repos du guerrier), regia di Roger Vadim (1962)
- Il castello in Svezia (Un château en Suède), regia di Roger Vadim (1963)
- Il vizio e la virtù (Le vice et la vertu), regia di Roger Vadim (1963)
- Un corpo da possedere (Hellé), regia di Roger Vadim (1972)
- Una donna come me (Don Juan ou Si Don Juan était une femme...), regia di Roger Vadim (1973)
- Una vita bruciata (La jeune fille assassinée), regia di Roger Vadim (1974)
- Una femmina infedele (Une femme fidèle), regia di Roger Vadim (1976)
- 1960, terza liceo... e fu tempo di rock and roll (Surprise Party), regia di Roger Vadim (1983)

#### Televisione
- Amour fou, regia di Roger Vadim - film TV (1993)
- La nouvelle tribu, regia di Roger Vadim - serie TV (1996)
- Un coup de baguette magique, regia di Roger Vadim - film TV (1997)

### Attore
- Maria Chapdelaine, regia di Marc Allégret (1950)
- I denti lunghi (Les dents longues), regia di Daniel Gélin (1952)
- Ragazze folli (Futures vedettes), regia di Marc Allégret (1955)
- Piace a troppi (Et Dieu... créa la femme), regia di Roger Vadim (1956)
- Confetti al pepe (Dragées au poivre), regia di Jacques Baratier (1963)
- Il fuoco nella carne (Le reflux), regia di Paul Gégauff (1965)
- Ciao! Manhattan, regia di John Palmer e David Weisman (1972)
- Una vita bruciata (La jeune fille assassinée), regia di Roger Vadim (1974)
- Ricche e famose (Rich and Famous), regia di George Cukor (1981)
- 1960, terza liceo... e fu tempo di rock and roll (Surprise Party), regia di Roger Vadim - voce (1983)
- Arena (Duran Duran) (1984)
- Tutto in una notte (Into the Night), regia di John Landis (1985)
- E Dio creò la donna (And God Created Woman), regia di Roger Vadim (1988)